# Manuel Durán Giménez-Rico
Manuel Durán Giménez-Rico (Valladolid, 31 de diciembre de 1962) es un diplomático español. Ha sido embajador de España ante la República Islámica de Pakistán (2018-2022).

## Carrera diplomática
Hijo de Hipólito Durán Sacristán, profesor de Patología Quirúrgica en la Facultad de Medicina y rector de la Universidad de Valladolid (1966-1969). En 1969, al obtener una cátedra en la Universidad Complutense de Madrid, se trasladó junto con toda la familia a la capital de España. En Madrid, la familia aumentó hasta llegar a los diez hijos.
Manuel estudió en el colegio de la Asunción, que pasó posteriormente a albergar la sede de Presidencia de la Junta de Castilla y León, y a su traslado siendo aún un niño a Madrid, estudio en el colegio Nuestra Sra del Pilar. Tras licenciarse en Derecho en la Universidad Autónoma de Madrid, ingresó en la carrera diplomática (1992). Sus primeros destinos diplomáticos, después de estar tres años en protocolo del Palacio de la Zarzuela, le llevaron hasta Copenhague (1996), Pretoria (1999), Budapest (2002), Tel Aviv (2007), Buenos Aires (2010) y Beirut (2013), donde trabajó en las representaciones diplomáticas españolas acreditadas allí.
De regreso a España, fue nombrado jefe de Gabinete del secretario general de Relaciones Exteriores (2017).  
Fue nombrado embajador de España en la República Islámica de Pakistán (2008-2022). Desde Islamabad buscó alternativas para que los colaboradores afganos que permanecían en Afganistán meses después de la ofensiva talibana (2021), pudieran salir del país por vía terrestre a través de la frontera con Pakistán.
En enero de 2025 fue ascendido a la categoría de Ministro Plenipotenciario de segunda clase.